# Jonathans frestelse
Jonathans frestelse  (originaltitel: Class) är en amerikansk romantisk komedifilm från 1983 i regi av Lewis John Carlino.

## Handling
En ung man som går på privatskola, möter en äldre kvinna på en bar en utekväll. Det visar sig vara hans rumskompis mamma.

## Rollista (urval)
| Jacqueline Bisset | – Ellen Burroughs                        |
| Rob Lowe          | – Squire Franklin 'Skip' Burroughs IV    |
| Andrew McCarthy   | – Jonathan Ogner                         |
| Cliff Robertson   | – Mr. Burroughs (Franklin Burroughs III) |
| Stuart Margolin   | – Balaban                                |
| Alan Ruck         | – Roger Jackson                          |
| Virginia Madsen   | – Lisa                                   |
| Fern Persons      | – Headmistress DeBreul                   |
| John Kapelos      | – Bellman                                |
| John Cusack       | – Roscoe Maibaum                         |